# Traité de Bayonne (1462)
Pour les articles homonymes, voir Traité de Bayonne.
Le traité de Bayonne fut signé en mai 1462 par les rois d'Aragon Jean II et de France Louis XI, dans le contexte de la guerre civile catalane.
Jean II céda temporairement ses droits sur les comtés de Roussillon et de Cerdagne, en échange d'une aide militaire d'une valeur de 200 000 écus.

« .........Le roy d'Arragon me fait faire le serment de Perpeignent a messire Carle Doms et de Couleuvre a messire Beranguer (Bérenger V). Je lui doy ayder a l'encontre de ceulx de Barcelone, et me doit payer IIc m. vieulx escus dedans III moys apres, et M mars d'or de paines, et ainsi il me semble que je n'ay pas perdu mon escot. ......... (une lettre de Louis XI (minute), datée à Bordeaux, mai 1462 ; Bibliothèque nationale, Fr.20427, fol.57) »

Ces comtés furent récupérés en 1493.